# Thanatus zavattarii
Thanatus zavattarii är en spindelart som beskrevs av Lodovico di Caporiacco 1939. Thanatus zavattarii ingår i släktet Thanatus och familjen snabblöparspindlar.
Artens utbredningsområde är Etiopien. Inga underarter finns listade i Catalogue of Life.